# クロサギ (2022年のテレビドラマ)
『クロサギ』は、同名の漫画作品を原作とし、2022年10月21日から12月23日までTBS系「金曜ドラマ」枠で放送された日本のリメイクテレビドラマ。主演は平野紫耀（King & Prince）。

## 概要
本作は2006年4月期に同枠で山下智久主演で放送され、2008年に映画化もされた同名タイトルのテレビドラマのリブート作品で、2013年に全42巻で完結した漫画シリーズを原作とした「完全版」として、2022年を舞台に（放送当時の）現代の日本でリアルに起こっている詐欺に「クロサギ」が喰らいつく内容が展開される。
「クロサギ」を2022年にリメイクした意図について、プロデューサーの那須田淳は、現代社会ではインターネットやスマートフォンの普及によって詐欺がすぐ隣にある脅威になっており、詐欺が多様化し、被害が大きすぎるという問題に対して、人間の欲望や得体の知れない恐怖を、ドラマというエンターテインメントを通してもう一度見つめ直したいという狙いがあると語っている。
2006年版で脚本を務めた篠﨑絵里子が本作でも脚本を担当する。

## キャスト

### 主要人物
黒崎高志郎（くろさき こうしろう） / クロサギ〈21〉
演 - 平野紫耀（King & Prince）
詐欺師を騙す詐欺師。表向きはアパート「夕幻荘」の大家。
シロサギを喰い尽くし、家族の仇・御木本、宝条への復讐を誓う。
吉川氷柱（よしかわ つらら）〈21〉
演 - 黒島結菜
政和大学法学部の3年生。検事志望。「夕幻荘」の202号室の住人。

### 甘味処「桂」
桂木敏夫（かつらぎ としお）
演 - 三浦友和
詐欺師界のフィクサー。表向きは甘味処「桂」の店主。
黒崎に詐欺のノウハウを教えた師匠的存在で、彼にシロサギの情報を売る。
早瀬かの子（はやせ かのこ）
演 - 中村ゆり
桂木の手下。表向きは「桂」の店員。

### 東京中央署 知能犯係
神志名将（かしな まさる）〈24〉
演 - 井之脇海
刑事。2歳の頃、巨大詐欺グループの首謀者だった叔父が逮捕され、被害者からの非難が集まることを恐れた両親により死亡したことにされ戸籍から抹殺、偽の出生証明で遠い親戚の神志名家の子供に偽装された過去から、詐欺師の存在を心から憎む。
桃山哲次（ももやま てつじ）
演 - 宇野祥平
警部補。過去に黒崎の父が詐欺被害に遭った際、その事件を担当し、その後も黒崎のことを気にかけている。
伊達はるか（だて はるか）
演 - 冨手麻妙
巡査部長。

### 詐欺師
白石陽一（しらいし よういち）
演 - 山本耕史
人たらしの詐欺師。腐った大企業のみを標的とする。
榎木（えのき）
演 - 木村文哉
白石の部下。白石を影でバックアップする。
御木本（みきもと）
演 - 坂東彌十郎
大物詐欺師。黒崎の父をだましたクロサギ最大の敵。
垣根（かきね）
演 - 金井勇太
御木本の腹心の部下。
宝条兼人（ほうじょう かねと）
演 - 佐々木蔵之介（第5話 - 最終話）
ひまわり銀行の執行役員。鷹宮の叔父。桂木や御木本のマネーロンダリングに関わる。
導入詐欺により黒崎の父を破産に追い込んだ、黒崎の真の敵。

### 政和大学
三島ゆかり（みしま ゆかり）
演 - 永瀬莉子
法学部の3年生。氷柱の親友。
鷹宮輝（たかみや ひかる）
演 - 時任勇気
法学部の助教。日本の法制度改革に取り組む若きエリート。氷柱に好意を抱いている。

### 吉川家
吉川辰樹（よしかわ たつき）
演 - 船越英一郎（特別出演）
氷柱の父。起業セミナー詐欺でシロサギ・春日のターゲットになり、全財産を失うが、黒崎からの救済を受ける。
吉川みどり（よしかわ みどり）
演 - 相築あきこ
氷柱の母。
吉川敦（よしかわ あつし）
演 - 田中奏生
氷柱の弟。高校生。

### 黒崎家
黒崎浩司（くろさき こうじ）〈46〉
演 - 前川泰之
黒崎の亡き父。黒崎が15歳の時に詐欺被害に遭い、家族を包丁で刺し、一家心中を図る。
黒崎舞子（くろさき まいこ）〈44〉
演 - 森下ひさえ
黒崎の亡き母。一家心中を図った夫の浩司に包丁で刺され、絶命する。
黒崎明日香（くろさき あすか）〈17〉
演 - 鈴木たまよ
黒崎の亡き姉。一家心中を図った父・浩司に包丁で刺され、絶命する。

### 夕幻荘
黒崎が大家を務めるアパート。
天野正二郎（あまの しょうじろう）
演 - 津嘉山正種
101号室の住人。独居老人。呉出身。広島カープファンで、飼っている金魚に往年のカープ選手の名前を付けている。
宅食サービスで意図しない高額コースの契約を結ばれる詐欺に遭うが、黒崎に救済される。
楊（ヤン）
演 - 真崎かれん
102号室の住人。上海出身の中国人女性。北京出身の中国人の夫と赤ちゃんがいる。
ブルーノ・ロドリゲス
演 - フェルナンデス直行
103号室の住人。コロンビア人。

### その他
緒方
演 - 綾田俊樹（第1話・第5話）
甘味処「桂」が所在する商店街にある電気店の店主。かの子が上海に渡り不在の間、「桂」の接客を手伝う。
芳賀
演 - 伊藤麻実子（第3話・第6話）
氷柱のバイト先であるカフェ「ハガーコーヒー」の店主。

### ゲスト

#### 第1話
春日公義（かすが きみよし）
演 - 高橋光臣
起業セミナー会社「レジェンド・アカデミー」の代表。氷柱の父・辰樹から起業セミナー詐欺で金を騙し取ったシロサギ。
黒崎に起業セミナー詐欺を働いていたことを世間に晒され、セミナーで騙し取った6億円をコンサルタント会社の社員に扮した黒崎に暗号資産に移し替えたように偽装され、全額騙し取られる。御木本と接点があったが、垣根に脅され詐欺を自首して警察に逮捕される。
奥村ひとみ（おくむら ひとみ）
演 - 松本若菜
シロサギ。融資金詐欺で東京中央署に逮捕され、黒崎には3000万円を騙し取られる。
道上
演 - 前野朋哉
映画監督志望の動画配信者。詐欺と知りつつ、春日の依頼でセミナーを信用させるためのプロモーション映像を制作する。
黒崎に雇われ、春日が起業セミナー詐欺を行っていることを口にする動画をSNSで拡散し、セミナーの受講料の返金を求める（一部サクラを紛らせた）受講者が春日に言い寄る映像を撮影する。
太田
演 - 森岡龍
道上の相棒。春日にプロモーション映像制作のギャラが安いと不満をぶつける。
樋口
演 - 鳥谷宏之
春日の詐欺グループのメンバー。

#### 第2話
川中幹夫（かわなか みきお）
演 - 新納慎也
シロサギ。表向きは「ライティア探偵事務所」の所長。元芸能事務所出身で、伝手を使って芸能人と会わせると金を騙し取る「出合わせ屋詐欺」を行う。同業の探偵事務所「ムラカミ」の調査員に扮した黒崎に騙され、芸能事務所とのコネクションを作ると持ち掛けられて支払った着手金、経費を騙し取られ、「出合わせ屋詐欺」の被害者のクレジットカードの不正利用で得た金も騙し取られる。
江本美知留（えもと みちる）
演 - 八木莉可子
川中に騙される被害者。アイドル・ヤマリのファン。ヤマリに会うために川中からヤマリのドラマ撮影スケジュールの情報をクレジットカードで購入するが、偽情報で会うことができず着手金を騙し取られた上、クレジットカードも不正利用されてしまうが、黒崎に救済される。
ヤマリ
演 - 駒木根葵汰
人気上昇中のアイドルユニット「TankTops」のメンバー。
ユミ
演 - 岡野真也
川中の探偵事務所の事務員。川中の詐欺グループのメンバー。
ダンディ坂野
演 - ダンディ坂野
川中が美知留を信用させるために見せた、芸能人と一緒に映る写真に登場した芸能人の一人。
弁護士
演 - 本間剛
黒崎が一向に芸能事務所幹部に会わせないことに業を煮やした川中が、契約破棄の相談に訪れた弁護士事務所の弁護士。
契約不履行の場合、それを破棄して着手金の倍額を違約金として請求できると川中は考えていたが、黒崎側しか契約を破棄することができない契約内容であると川中に説明する。
水島
演 - 樫尾篤紀
川中の詐欺グループのメンバー。架空口座を買い取るアルバイト。川中は架空口座の持ち主名義でフリマアプリに出品した適当な商品を、「出会わせ屋詐欺」の被害者のクレジットカードを不正利用し自ら購入することで、代金を騙し取っていた。黒崎に詐欺の片棒を担いでいることをばらすと脅され、銀行口座が凍結されたかのように川中に報告する。

#### 第3話
西岡崎誠二
演 - 栗原英雄
シロサギ。表向きは知財管理会社「IPライツ パートナーズ」CEOでセミナー講師。権利侵害で高額な和解金が見込めるという触れ込みの、ありもしない知的財産をセミナー受講者に共同出資で購入させ、訴訟を起こしたふりをし、出資者からクレームがくる前に会社を倒産させ、出資金を騙し取る詐欺を働く。音源の原盤権を管理する音楽出版社の社員に扮した黒崎から音源管理のコンサルティングを依頼されるが、弁護士として接触していた白石の提案で、音源と出版社そのものを2億3千万円で買収することになり、黒崎と白石に買収金を騙し取られる。詐欺のために黒崎が準備した音源は実際のものであったが、1か月後に権利が失効し、権利関係の金も失うことになる。
マイケル・ウォン
演 - TAKAHIRO
桂木とマネーロンダリングの取引を行う外国人。表向きは「ドリームコミットメント」CEO。工場排水を垂れ流す腐った大企業とアジアのエネルギービジネスで関わることから、白石から「IPライツ パートナーズ」のニューヨーク支社を設立する詐欺話を持ち掛けられ、喰われそうになるが、取引相手を守るため桂木が黒崎を送り込み、白石は「IPライツ パートナーズ」を喰う方向に仕向けられたため、白石に潰されるのを知らないところで回避している。
伊藤
演 - 宮島はるか
「IPライツ パートナーズ」の受付。黒崎から西岡崎と親しくする白石は、どのような人物か質問される。
安藤
演 - 湊川えみ
「IPライツ パートナーズ」の女子社員。
山田
演 - 黒木俊穂
西岡崎の知的財産管理セミナーの受講者。西岡崎の口車に乗せられ、ありもしない知的財産の共同購入に出資する。
男性
演 - 小倉直人
山田から知的財産の共同購入を持ち掛けられる男性。
シロサギ
演 - 春木生
甘味所「桂」に大挙して押しかけたシロサギたちのうちの一人。

#### 第4話
露木洋明
演 - 庄野崎謙
シロサギ。御木本の手下。表向きはヘッドハンティング代行会社「クリエイティブ・ヒューマンエクスプレス」の代表。優秀な社員に有名企業からスカウトがかかっていると持ち掛け、移籍のトラブル防止目的で保証金を要求し、自らヘッドハンティングした社員の上司に引き抜きをリークし、引き抜きの件が発覚したと演出し、保証金を転職先のクライアントへの違約金に充てるといって金を騙し取っていた。人材派遣業の社員に扮した黒崎にヘッドハンティングの業務提携を持ち掛けられ、提携の担保に株式を差し出すが、その株式で1億2千万円を闇金業者から借金し、借金を踏み倒して騙し取られる。株式を騙し取られたことをボスの御木本に相談しようとするが、首を引きちぎられた折り鶴を渡され、失態に対する報復を宣告される。しかし、黒崎から逃走資金を渡す交換条件に御木本の情報提供を持ち掛けられ、御木本がM&A詐欺を仕掛ける会社から、邪魔になりそうな優秀な社員を追い出す下準備を行っていたことを告白する。
斉藤
演 - 中上サツキ
露木の詐欺グループのメンバー。御木本の手下。
借金取り
演 - 斉藤佑介
闇金業者「東日本ファイナンス」の社員。黒崎が「クリエイティブ・ヒューマンエクスプレス」の株式を担保に借金した借用金とその利息を取り立てに、露木の元を訪れる。
受付
演 - 大塚かなえ
経営コンサルティング会社「スペイシー・パートナーズ」の受付。御木本に会いに来た露木に、御木本から託けられた首を引きちぎられた折り鶴が入れられた箱を渡す。
草刈博美
演 - 山本未來
小田倉商事の執行役員。仕事一筋の叩き上げの女性社員。経営コンサルティング会社「スペイシー・パートナーズ」の木元を名乗る御木本から、経営資金を融資する条件に、企業価値を高めるための名目で指定した企業とのM&Aを持ち掛けられる。
叶多佳子
演 - 西山繭子
露木によるヘッドハント詐欺の被害者。小田倉商事の元経営戦略部部長。ヘッドハンティングのトラブルで退社したことを草刈に謝罪する。
室田賢作
演 - 岡雅史
小田倉商事の専務。小田倉社長の側近。御木本の手下の垣根から、保有する小田倉商事の株式の買い取りと、取締役会での小田倉社長解任、木元（御木本）の新社長就任を持ち掛けられる。
御木本の部下
演 - 村手龍太
「スペイシー・パートナーズ」社員。「ぬまいち物産」の合併案件の担当。
小田倉房一
演 - たかお鷹
小田倉商事の社長。御木本の仕掛けた役員からの小田倉商事の株式買い取りにより、「スペイシー・パートナーズ」が筆頭株主となり、取締役会で社長を解任されるが、事前に黒崎が準備した「小田倉ホールディングス」に小田倉商事を買収させ、資金や人材をホールディングス側に移し、取締役たちと協力して抜け殻の小田倉商事を御木本に買収させることで、会社乗っ取りを回避し、買収金を会社再建の資金として手に入れる。

#### 第5話
徐 秋生（シュー・ショウシャン）
演 - 郭 斌（カク・ヒン）
上海の闇社会の男。御木本にマネーロンダリングで取引のある桂木の名前を使われ、20億円を騙し取られる。桂木の命令で上海に渡った黒崎の協力で、御木本が李の同族が経営する銀行に口座を開くために預けた持ち金の20億円を、手下に行員のフリをさせ取り返す。
李 恵堂（リー・フェイタン）
演 - テット・ワダ
上海の闇社会の男。御木本から同族が経営する銀行に、詐欺に使う100億円を融資する依頼を受けるが、先回りしていた桂木の使者である黒崎に依頼され、100億円の融資の条件に、御木本に見せ金20億円で口座を開くことを要求する。
宋 香林（ソン・シャンリン）
演 - コング桑田
投資家集団で上海のマフィアでもある「龍井集団」（通称：レッド・ドラゴン）のボス。御木本がM&A詐欺のために金を借りた相手で、御木本に元本と利息50億円の返済を要求する。
李の同族が経営する銀行に預けた返済に充てる20億円の預金証明が偽物であったことから、垣根を抹殺する。
馬 森（マー・セン）
演 - 水間ロン
レッドドラゴンや桂木と敵対する上海のマフィア「キング・タイガー」のボス。宋に垣根を抹殺されたため、寝返った御木本から香港の投資家相手に詐欺を働くための100億円の融資を依頼をされる。その後、桂木が関係修復を図るために遣わされた黒崎から、御木本に融資するうちの50億円を、日本の投資家相手に詐欺を働く見せ金に回すことを依頼され、黒崎に協力する。しかし黒崎との接触を知った御木本から、黒崎はクロサギで50億円を騙し取られることになると密告を受け、黒崎を報復で抹殺しようとするが、黒崎から御木本が馬を裏切り上海警察に売り飛ばそうとしている証拠の配信動画を見せられ、黒崎の抹殺を中止する。
王（ワン）
演 - 朝井大智（第9話）
上海の闇社会の男。詐欺で儲けさせてもらっていた桂木の名前を使い近づいてきた御木本を、馬に取り次ぐ。
黒崎の協力者で、黒崎の情報を知る人物として御木本を上海警察の刑事・陳に接触させ、その様子を馬に見せることで御木本が馬を裏切り、国家公安局に売ったように見せかけた。
黒崎に協力するため来日し、特殊メイクで黒崎の人相を変えて海外ファンド「Stone Partners」の社員・鏑木に仕立て上げるとともに、宝条の使いである成沢と交渉する「Stone Partners」の社員も演じる。
家入（いえいり）
演 - 岩永ひひお（第7話）
課長。逮捕状を取ってまで取り逃した御木本を、知能犯係がその後も追跡しようとしているため、桃山たちの元に怒鳴りこんでくる。
神志名に所轄でシロサギを追わず警察庁へ異動し、刑事局長の下でキャリアを積むことを勧める。
ツァン
演 - 鬼倉龍大
馬の手下。「キング・タイガー」の上海マフィア。宋香林に脅されて馬に黒崎の身元を保証する。
馬の部下
演 - 井澤巧麻
馬の部下で通訳。
徐 秋生の息子
演 - 飯泉遥斗
親子二代で桂木とマネーロンダリングの取引をしてきた。黒崎との会談に同席する。
陳 奕辰（チェン・イーチェン）
演 - 石塚義高
国家公安局の刑事。黒崎に頼まれ御木本に連絡先を渡す。その模様を王が撮影していた。
中国人刑事
演 - 大津朝陽
御木本のいるとされるロンフェルホテル4809号室に踏み込むが、御木本は隣室に避難していたため取り逃がす。
ボーイ
演 - 大塚匡将
ホテルのボーイ。御木本に垣根の遺品のメガネを届ける。
使い
演 - 小野翔平
国家公安局の刑事との密会を隠し撮りした写真を、レストランで御木本に渡す。
翻訳機の声
声 - 麻鈴
黒崎たちが使用するイヤホン型翻訳機の人工音声。

#### 第6話
栗原裕一郎
演 - 味方良介
シロサギ。何の価値もない画像データをネットショップからクレジットカードで購入させ、ネットショップが振り込まれた代金を第三者に融資して得られる利息の一部を出資者に還元するという闇バイトをSNSで募集し、バイトに応じた人物から手付金を騙し取る詐欺を働く。
闇バイト詐欺の次は、マンション投資して得られる利息を還元する触れ込みで手付金を支払わせ、金を騙し取るワンルームマンション投資詐欺に乗り換え、投資に乗ってきた資産家の叔父をもつ甥っ子に扮した黒崎から市場価格より安く売却しようとしていた鎌倉にある叔父のマンションを買い取るが、資産価値のないマンションを掴まされ、支払った7000万円を騙し取られる。その後もマンション説明会で客を騙してその物件を売り飛ばそうとするが、黒崎にリフォームが必要な老朽化したマンションであることを暴露され、警察に逮捕される。
能登
演 - 松本怜生
政和大学の氷柱の同級生。軽い気持ちで手を出した闇バイトで詐欺に遭い、氷柱に相談する。
熊谷真紀子
演 - さとうほなみ
闇バイト詐欺に遭った学生たちの「被害者の会」を立ち上げた弁護士。氷柱が見つけ出し、詐欺被害者を紹介すると活動資金に被害者ひとりにつき5万円の着手金を集めて消息を絶つ。実は栗原の詐欺師グループとグルの偽弁護士で、詐欺被害者を集めて救済するふりをして、被害者からさらに着手金を騙し取っていた。栗原の開いたマンションの物件説明会の場に現れたところを氷柱に捕まえられ、通報していた東京中央署に逮捕される。
記者
演 - 宇賀神メグ（TBSアナウンサー）
ひまわり銀行の執行役員に就任した宝条にインタビューする。
清掃員
演 - 高井純子
熊谷の法律事務所が休みか確認した氷柱に、事務所は前日引き払ったと告げる。
熊谷真紀子
演 -
本物の熊谷真紀子。病気で長年弁護士を休業していたが、日弁連に弁護士登録はしていたため、同姓同名の熊谷に身分を騙られていた。
詐欺グループメンバー
演 - 堀丞、加部亜門、一條恭輔
栗原の詐欺グループのメンバーたち。
政和大学の学生
演 - 青羽里奈
氷柱たちが参加していた飲み会の参加者。
東京中央署の刑事
演 - 矢田政伸
6年前、詐欺被害を証明できず、被害金の返還請求が難しいと桃山が黒崎の父に説明していた場に同席していた刑事。
豪邸の住人
演 - 加賀谷圭
不動産詐欺の舞台となった「サンビアンコ鎌倉」の住人。

#### 第7話
牛山彩子
演 - 山口紗弥加（第8話・第9話）
ひまわり銀行首都中央支店の支店長。やり手の支店長だが、その地位を保ち続けるために目的外融資を密かに行っていた。
会社経営者に扮した黒崎から3千万円のキックバックを見返りに10億円の資産価値のあるビルを担保に3億円の融資を求められ、見返りが大きかったことから保証人を要求した上融資する。しかし、会社を計画倒産された上に、担保にされる以前にビルの所有者の名義を変更されており、保証人も架空の人物であったことから3億円を騙し取られる。3億円の不良債権を背負うことになり、目的外融資の件も黒崎によってマスコミにリークされたため、支店単独の責任にさせるために、宝条から見限られる。
宝条には「宝条帝国」と呼ばれる裏金作りのための資金源がいくつもあるという情報を黒崎に明かす。
薮内
演 - 山岸門人
ひまわり銀行首都中央支店の融資課・課長。行員としての実績稼ぎのために根岸礼二に対し住宅ローンを建前にした洋食店の運営資金に回す目的外融資を行い、その後、コロナ蔓延で経営悪化したことから追加融資のローンを組むが、返済の目途が立たず根岸が自殺すると、密かに追加融資の担保に設定していた住宅を明け渡すよう根岸の遺族に要求する。
根岸の遺族が銀行に現れ動揺するが、銀行は目的を偽り融資を申請され詐欺被害に遭ったと言えばいいと牛山に言い含められる。
根岸礼二
演 - 福山翔大
洋食店「洋食屋さんの台所 ふうらい坊」のオーナーシェフ。悦子の夫。薮内に目的外融資で7千万円の住宅ローンを組み、5千万円を住宅に、残りの2千万円を洋食店の運営資金に回すことを勧められ一度は経営が持ち直したが、コロナ蔓延で客足が遠のき経営が悪化すると追加で2千万円のローンを組まされるも、返済の目途が立たず店で自殺する。
根岸悦子
演 - 北浦愛
礼二の妻。住宅ローンは生命保険で完済できたが、追加融資の返済が無理なため、担保に入れていた住宅を明け渡すよう薮内に告げられたことから、薮内を詐欺で訴えようと妹の茉奈とひまわり銀行に乗り込んでいく。その時の様子を偶然見かけた黒崎により救済され、追加融資分の2千万円を工面してもらう。
飯田茉奈
演 - 莉子
悦子の妹。礼二の誘いで姉夫婦と同居していた。薮内を訴えようと姉の悦子とひまわり銀行に乗り込んでいく。
根岸真亜子
演 - 泉谷星奈
礼二の遺児。幼い娘。
飯田
演 - 徳井優
悦子と茉奈の父親。真亜子の祖父。妻を若くに亡くし、シングルファザーとして娘二人を育てた。牛山を喰うため会社経営者に扮した黒崎の要請で、3億円の融資を引き出すための保証人となる大企業「カラルナ」の常務・小林克行を演じる。
成沢正和
演 - 渡辺邦斗（第8話 - 最終話）
ひまわり銀行の行員。宝条の側近。牛山が融資詐欺で3億円を騙し取られ、その牛山を騙した黒崎が通常の方法で身元詐称していない人物と宝条に報告する。
蒲生が新党を結成する資金の100億円を調達するため、ダミー会社「クリアスワンプ」社を使い、ひまわり銀行のバックアップをちらつかせて海外ファンドから融資を集めるよう宝条から指示を受けると、黒崎が買収したシンガポールの海外投資ファンド「Stone Partners」からの融資を取り付けるように誘導されてしまう。
行員
演 - 細渕敬史
ひまわり銀行の行員。抗議に訪れた根岸を「アポイントのない面会はお受けできません」と追い返す。
大河内
演 - 平野貴大
ひまわり銀行の支店長。支店長会議で牛山にどのような方法で多額の預金額を集めることができたのか質問する。
受付嬢
演 - 松宮なつ
大企業「カラルナ」の受付。融資の保証人に扮した飯田と顔合わせするために訪れた黒崎と薮内に予約していた会議室を案内する。

イメージキャラクター
演 - 若林有子（TBSアナウンサー）（第8話・第9話）
ひまわり銀行のイメージキャラクター。行内で流れるモニターの広告などに起用されている。

#### 第8話
宇佐美孝也
演 - 津田健次郎（第9話）
ひまわり銀行の元行員で宝条の後輩。現在は行員時代に赤字経営からの再建に乗り出した大病院「医療法人誠新会・世田谷病院」の院長であり法人理事長。経営改革という名目で病院を乗っ取り、生活保護を受けている患者の医療費が保険料で賄われることを悪用し、虚偽の病名をでっち上げ保険点数を稼ぎ入院させ、医療費を騙し取って宝条の裏金を稼ぎ出していた。
医療法人コンサルタント社長に扮した黒崎にキックバックで裏金を生み出すCTスキャンとMRIのリース契約を結ぶが、5年分のリース料10億円を騙し取られる。バックに宝条がいることを黒崎に探られるが、口を割らなかった。
宇佐美怜華
演 - 高田里穂
宇佐美の妻。元ホステスでクラブに通い詰めた宇佐美と結婚するが、結婚後は宇佐美がかまってくれなくなったことから、彼の金でホスト遊びに興じる。
ホスト風の医療法人コンサルタント社長に扮した黒崎に魅了され、黒崎に仕事を斡旋するため夫の宇佐美を紹介する。
黒崎に騙されて宇佐美が逮捕され、自分の誘いに一切応じなかったことに立腹し、黒崎から詐欺に協力した見返りに渡された4千万円入りのバッグで黒崎を殴り倒す。
清斗
演 - 高橋祐理
怜華が入れ込んでいたホスト。怜華に隠れて亜実に営業をかけていた。
亜実
演 - 早川渚紗
地雷系ホスト狂い。清斗はおばさんなど相手にしていないと怜華を罵る。
飯島
演 - 片岡明日香
黒崎が来店し、氷柱が後から来店したカフェの店員。
谷口美津子
演 - 畠山明子
パン屋の店員。世田谷病院に10年勤務した元医療事務員で、記者に扮した黒崎に宇佐美の素性を取材され、医療費の詐欺申請をしている悪事を暴露する。
蒲生紗千子
演 - 秋山菜津子（第9話・最終話）
民政党副幹事長。政権を取るため新党立ち上げを目指す政治家。宝条のメガバンク設立構想を支持する見返りに、新党結成に100億円の支援を要求する。
黒崎に不正献金を受け取っているスクープ写真を撮られ、週刊誌に報じられたため、新党結成を急ぐ。
浦川学
演 - 細田善彦（第9話・最終話）
蒲生紗千子の秘書。
蒲生が不正献金を受け取っているスクープ写真を黒崎に撮られたため、蒲生からそれを否定する材料を集めるよう指示を出される。
新党結成に向け、民政党の有力議員・宮地議員の派閥を引き抜くことに成功するが、黒崎の横槍で妨害され、合流を阻止される。
街中で風船を配るサンタクロースに扮装して海外ファンドの融資で宝条を騙した黒崎に近づき、ナイフで刺して重傷を負わせる。
馬場一郎
演 - 岡安泰樹
世田谷病院の理事。転売の利ざやで世田谷病院に裏金をもたらすベッドを黒崎が売り込んできたことを宇佐美に報告する。
利益をもたらす黒崎のネットワークに関心していたが、売り込まれたリース品のCTスキャンとMRIが病院に届かないことに動揺する。
日下瑞樹
演 - 山田キヌヲ（第9話・最終話）
金融庁の職員。神志名に警察に呼び出され、神志名と桃山に長年ひまわり銀行の宝条について調査していると打ち明ける。
黒崎と接触していることを嗅ぎつけられ、黒崎に宝条の不正情報が入ったデータを引き渡す直前に自宅マンションの5階から突き落とされ、病院に救急搬送されが、一命を取り留める。
刑事
演 - 谷仲恵輔（第9話）
夕幻荘に現れ、宝条が偽装した世田谷病院と取引していたひまわり銀行の系列銀行「シックスバンク」の架空の通帳を証拠に、黒崎を脱税による所得税法違反で逮捕する。
宝条美枝子
演 - 真田麻好美（第9話・最終話）
宝条の妻。
宝条心春
演 - 川田秋妃（第9話・最終話）
宝条の娘。

#### 第9話
不動産業者
演 - 初鹿史弥
シンガポールに本社がある海外ファンド「Stone Partners」の社員に扮した黒崎に、日本支社の事務所となるオフィス物件を準備する。
建設業者
演 - 坂中久志
「Stone Partners」の社員に扮した黒崎からの依頼で、日本支社の事務所を急ごしらえで竣工する。
刑事
演 - 境浩一朗
宝条に嵌められ、脱税容疑で黒崎を連行した刑事のひとり。
山岸祐希
演 - 錦織大輔（最終話）
黒崎が仕込んだ「Stone Parteners」日本支社長。
評価額60億円のビル物件を担保に50億円の融資を受けようとする成沢に対し、ビルが二番抵当なので、ひまわり銀行の所有する30億円分の国債、20億円分の不動産が担保でなければ融資できないと告げる。

#### 最終話
宮地明憲
演 -
民政党の有力議員。蒲生の新党結成に合流すると約束していたが、蒲生にはまだスキャンダルがあるとタレコミがあったことから約束を反故にし、民政党を離党し自ら新党結成を進める。
海外ファンドの担当者
演 - ジョナサン・シガー
宝条に融資を申し出た海外ファンド「クリアスワンプ」の交渉担当。「クリアスワンプ」も黒崎が買収した海外ファンドであり、融資契約締結後の会食の場に黒崎が登場すると退席した。
病院スタッフ
演 - 大浦理美恵
浦川にナイフで刺された黒崎が搬送された病院のスタッフ。宝条の不正の証拠が収められたUSBを忍ばせていた黒崎のコートがどこにあるか氷柱から質問される。
アナウンサー
演 - 山本恵里伽（TBSアナウンサー）

## スタッフ
- 原作 - 黒丸、夏原武（原案）『クロサギ』シリーズ・『クロサギ再起動』（小学館刊）
- 脚本 - 篠﨑絵里子[3]
- 音楽 - 木村秀彬
- 主題歌 - King & Prince「ツキヨミ」（Johnnys' Universe）[93]
- アニメーションスタッフ
  - 背景 - 美峰
  - 動画検査 - 細谷尚平
  - 色彩設定・色指定検査 - 水内歩
  - 撮影・編集 - 中村慎太郎
  - 制作統括 - 梶田浩司
  - アニメーションプロデューサー - 原川太一
- 詐欺犯罪監修 - 夏原武
- 法律監修 - 國松崇[94]
- 金融監修 - 塚田正泰
- 警察監修 - 古谷謙一[95]
- 画面制作 - 本田貴雄
- 和菓子監修 - 松戸淳一[96]
- 茶道監修 - 石川恭子[97]
- 和菓子協力 - 大極殿六角店 栖園[98]
- 中国語監修 - 中藝 陶力
- プロデューサー - 武田梓[3]、那須田淳[3]
- 演出 - 田中健太[3]、石井康晴[3]、平野俊一[3]
- 製作著作 - TBS

## 放送日程
| 話数                                                     | 放送日   | サブタイトル                                 | 詐欺                                      | 演出     | 視聴率 |
| -------------------------------------------------------- | -------- | -------------------------------------------- | ----------------------------------------- | -------- | ------ |
| 第1話                                                    | 10月21日 | 詐欺師を騙す詐欺師-涙の激闘、開幕!           | 起業セミナー詐欺                          | 田中健太 | 9.2%   |
| 第2話                                                    | 10月28日 | 契約の罠! カード詐欺の闇を喰う               | 出合わせ屋詐欺                            | 田中健太 | 7.3%   |
| 第3話                                                    | 11月04日 | 最強シロサギと頭脳戦! 知的財産詐欺           | 知的財産詐欺                              | 石井康晴 | 7.5%   |
| 第4話                                                    | 11月11日 | 宿敵と直接対決! あなたは1人じゃない          | M&A詐欺                                   | 平野俊一 | 6.9%   |
| 第5話                                                    | 11月18日 | 上海で涙と衝撃のラスト! 命懸けの復讐が終わる | -                                         | 石井康晴 | 6.2%   |
| 第6話                                                    | 11月25日 | 初デートはマンション投資詐欺!?               | 闇バイト詐欺 ワンルームマンション投資詐欺 | 田中健太 | 7.5%   |
| 第7話                                                    | 12月02日 | 巨大銀行を騙せ! パパ亡き家族の大勝負         | 導入詐欺                                  | 石井康晴 | 6.9%   |
| 第8話                                                    | 12月09日 | アカサギ転身!? 暴かれる黒崎の正体            | 療養費詐欺                                | 田中健太 | 7.7%   |
| 第9話                                                    | 12月16日 | 黒崎を処刑せよ! 決別と最後のデート           | -                                         | 石井康晴 | 7.1%   |
| 最終話                                                   | 12月23日 | すべてが終わる-じゃあな、黒崎。              | -                                         | 田中健太 | 7.8%   |
| 平均視聴率7.4%（視聴率は関東地区・ビデオリサーチ社調べ） |          |                                              |                                           |          |        |

- 初回は22時 - 23時14分の20分拡大放送。

## その他
- 第1話の見逃し配信の再生数[注 2]は、TBSのドラマでは歴代最高となる311万回再生を記録した[101]。
- 2022年11月1日 - 12月23日の期間限定で、本作とフジパンによるコラボレーション商品を3種類販売された[102]。劇中に登場する甘味処「桂」の和菓子がモチーフとなっている[102]。
  - 11月1日発売 - あずきもち蒸し、スナックサンド「蜜いも&ホイップ」[102]
  - 12月1日発売 - スナックサンド「つぶあん＆ホイップ」[103]

## 受賞歴
- 第26回日刊スポーツ・ドラマグランプリ 作品賞[104]